# 防城港北站
防城港北站是钦防铁路上的中间站，目前车站始发有发往南宁站和桂林站等车站的动车组列车，与发往北海站方向的普通列车。于2013年12月30日竣工投产运营。